# Kalochóri (ort i Grekland, Mellersta Makedonien, Nomós Imathías)
Kalochóri är en ort i Grekland.   Den ligger i prefekturen Nomós Imathías och regionen Mellersta Makedonien, i den norra delen av landet, 300 km norr om huvudstaden Aten. Kalochóri ligger 9 meter över havet och antalet invånare är 283.
Terrängen runt Kalochóri är mycket platt, och sluttar norrut. Runt Kalochóri är det ganska tätbefolkat, med 72 invånare per kvadratkilometer. Närmaste större samhälle är Véroia, 15,3 km sydväst om Kalochóri. Trakten runt Kalochóri består till största delen av jordbruksmark.